# Derby Carrillo
Derby Rafael Carrillo Berduo (La Mirada, California, Estados Unidos, 19 de septiembre de 1987) es un futbolista salvadoreño juega de guardameta y su último equipo fue el Cobán Imperial.

## Trayectoria

### Inicios
Carrillo nació en La Mirada, California y asistió a la Escuela Secundaria St. John Bosco. Comenzó a jugar al fútbol universitario en la Universidad Estatal de California, Dominguez Hills, donde obtuvo un récord de 13-3-1 en dos temporadas con los Toros después de ser red shirting como estudiante de primer año. Fue nombrado a formar parte del primer equipo de Daktronics All-American, una selección del primer equipo All-Region, una selección del primer equipo CCAA y una selección del equipo NCAA Far West All-Tournament en 2007. Antes de su tercer año, se trasladó a St. John's University.

### Carrera profesional
Carrillo asistió a la Major League Soccer (MLS) 2010 en el campo de entrenamiento de Arizona con el Seattle Sounders FC. Hizo una impresión en el cuerpo técnico, y se le pidió que acompañara al equipo a su pretemporada en España. Después de la pretemporada, el cuerpo técnico le pidió a Carrillo que regresara a Seattle con ellos para la temporada 2010 y jugar con Kitsap Pumas de la National Premier Soccer League (N.P.S.L).
En 2011, Carrillo firmó con Nueva York NF.C. de la división profesional de la USL, e hizo su debut el 9 de abril de 2011 en el juego contra Orlando City, que perdió 3-0.
Eric Wynalda eligió a Carrillo para formar parte del Cal Football Club en 2012, donde en ese mismo año compitieron en la US Open Cup de Estados Unidos, en donde lograron vencer a Portland Timbers de la MLS. 
En junio de 2012 Carrillo se trasladó a El Salvador en donde firmó más tarde para jugar con el Santa Tecla antes del Apertura 2012.
El 26 de marzo de 2014, el Atlanta Silverbacks de la NASL de la segunda división de Estados Unidos, confirmó la contratación de derby y de su compatriota Efrain Jr.
El 9 de febrero de 2016,  es presentado como nuevo refuerzo del ÍBV de Islandia.

## Clubes
Actualizado al último partido jugado el 1 de mayo de 2022.
| Newark Ironbound Express Estados Unidos     | 4.ª                 | 2009                | 2   | (0)   | -  | -    | - | -   | 2   | (0)   |
| Newark Ironbound Express Estados Unidos     | Total               | Total               | 2   | (0)   | 0  | 0    | 0 | 0   | 2   | (0)   |
| Kitsap Pumas Estados Unidos                 | 4.ª                 | 2010                | 1   | (0)   | -  | -    | - | -   | 1   | (0)   |
| Kitsap Pumas Estados Unidos                 | Total               | Total               | 1   | (0)   | 0  | 0    | 0 | 0   | 1   | (0)   |
| Football Club New York Estados Unidos       | 3.ª                 | 2011                | 5   | (8)   | -  | -    | - | -   | 5   | (8)   |
| Football Club New York Estados Unidos       | Total               | Total               | 5   | (8)   | 0  | 0    | 0 | 0   | 5   | (8)   |
| Cal FC Estados Unidos                       | 5.ª                 | 2012                | 8   | (0)   | 2  | (5)  | - | -   | 10  | (5)   |
| Cal FC Estados Unidos                       | Total               | Total               | 8   | (0)   | 2  | (5)  | 0 | 0   | 10  | (5)   |
| Santa Tecla Fútbol Club · El Salvador       | 1.ª                 | 2012-13             | 30  | (38)  | -  | -    | - | -   | 30  | (38)  |
| Santa Tecla Fútbol Club · El Salvador       | Total               | Total               | 30  | (38)  | 0  | 0    | 0 | 0   | 30  | (38)  |
| Atlanta Silverbacks Estados Unidos          | 2.ª                 | 2014                | 4   | (9)   | 3  | (5)  | - | -   | 7   | (14)  |
| Atlanta Silverbacks Estados Unidos          | Total               | Total               | 4   | (9)   | 3  | (5)  | 0 | 0   | 7   | (14)  |
| Santa Tecla Fútbol Club · El Salvador       | 1.ª                 | 2014-15             | 33  | (33)  | -  | -    | - | -   | 33  | (33)  |
| Santa Tecla Fútbol Club · El Salvador       | 1.ª                 | 2015                | 2   | (3)   | -  | -    | 2 | (3) | 4   | (6)   |
| Santa Tecla Fútbol Club · El Salvador       | Total               | Total               | 35  | (36)  | 0  | 0    | 2 | (3) | 37  | (39)  |
| ÍBV Vestmannæyjar Islandia                  | 1.ª                 | 2016                | 17  | (21)  | 4  | (4)  | - | -   | 21  | (25)  |
| ÍBV Vestmannæyjar Islandia                  | 1.ª                 | 2017                | 13  | (20)  | 3  | (2)  | - | -   | 16  | (22)  |
| ÍBV Vestmannæyjar Islandia                  | 1.ª                 | 2018                | 6   | (11)  | 1  | (2)  | - | -   | 7   | (13)  |
| ÍBV Vestmannæyjar Islandia                  | Total               | Total               | 36  | (52)  | 8  | (8)  | 0 | 0   | 44  | (60)  |
| Santa Tecla Fútbol Club · El Salvador       | 1.ª                 | 2018-19             | 5   | (6)   | -  | -    | - | -   | 5   | (6)   |
| Santa Tecla Fútbol Club · El Salvador       | Total               | Total               | 5   | (6)   | 0  | 0    | 0 | 0   | 5   | (6)   |
| Club Deportivo Cobán Imperial · Guatemala   | 1.ª                 | 2020                | 11  | (11)  | -  | -    | - | -   | 11  | (11)  |
| Club Deportivo Cobán Imperial · Guatemala   | 1.ª                 | 2020                | 1   | (1)   | -  | -    | - | -   | 1   | (1)   |
| Club Deportivo Cobán Imperial · Guatemala   | Total               | Total               | 12  | (12)  | 0  | 0    | 0 | 0   | 12  | (12)  |
| Club Deportivo Atlético Marte · El Salvador | 1.ª                 | 2021-22             | 26  | (32)  | -  | -    | - | -   | 26  | (32)  |
| Club Deportivo Atlético Marte · El Salvador | Total               | Total               | 26  | (32)  | 0  | 0    | 0 | 0   | 26  | (32)  |
| Total en su carrera                         | Total en su carrera | Total en su carrera | 164 | (193) | 13 | (18) | 2 | (3) | 179 | (214) |
| (2) No incluye goles en partidos amistosos. |                     |                     |     |       |    |      |   |     |     |       |

Reservas/Inferiores/Universidad
| Club                                               | País           | Año         |
| -------------------------------------------------- | -------------- | ----------- |
| Universidad Estatal de California, Dominguez Hills | Estados Unidos | 2005 - 2007 |
| St. John's Red Storm                               | Estados Unidos | 2008 - 2009 |

### Selección nacional
| Selección                                   | Año                 | Partidos | Goles |
| ------------------------------------------- | ------------------- | -------- | ----- |
| El Salvador                                 |                     |          |       |
| 2013                                        | 3                   | (7)      |       |
| 2014                                        | 1                   | (2)      |       |
| 2015                                        | 7                   | (9)      |       |
| 2016                                        | 2                   | (4)      |       |
| 2017                                        | 5                   | (3)      |       |
| Total en su carrera                         | Total en su carrera | 18       | (25)  |
| Estadísticas hasta el 8 de octubre de 2017. |                     |          |       |